# David Cooper (inmunólogo)
David Albert Cooper (Sídney, 1 de enero de 1949-18 de marzo de 2018) fue un médico e inmunólogo australiano, líder de la lucha contra el VIH en Australia. Fue presidente de la Sociedad Internacional de SIDA de 1994 a 1998.

## Biografía
Se recibió de médico en la Universidad de Sídney en 1972 y le fue otorgada una beca en la Universidad de Nueva Gales del Sur; aquí obtuvo su especialización en inmunología en 1975 y más tarde también se doctoró en 1983.

## Carrera
En 1975 se marchó a los Estados Unidos para profundizar sus investigaciones en el Centro médico de la Universidad de Arizona. Regresó a Australia en 1979 y trabajó en el St. Vincent's Hospital donde se establecería.
En 1981 viajó a Boston en Massachusetts para investigar más profundamente el cáncer, encontrándose con el comienzo de la epidemia de VIH/sida en los Estados Unidos. Después de observar los síntomas del sida en hombres homosexuales jóvenes, regresó a Australia donde reconoció la misma enfermedad en australianos, documentando el primer caso del país en octubre de 1982.
En 1986 fundó el Instituto Kirby para la investigación, prevención, detección y tratamiento del VIH; es su director desde entonces. En 1996 junto a los Dres. Praphan Phanuphak y Joep Lange, fundaron el Centro de Investigación HIVNAT en Bangkok y establecieron un programa de aumento al acceso de antirretrovirales en Camboya.